# Список объектов всемирного наследия ЮНЕСКО в Гайане
В спи́ске объе́ктов Всеми́рного насле́дия ЮНЕ́СКО в Гайане на 2010 год наименования не значатся. Вместе с тем, 5 объектов на территории государства находятся в числе кандидатов на включение в список всемирного наследия.

## Предварительный список
В таблице объекты расположены в порядке их добавления в предварительный список.
| # | Изображение | Название | Местоположение                             | Время создания | Год внесения в предварительный список | №    | Критерии  |
| - | ----------- | --- | ------------------------------------------ | -------------- | ------------------------------------- | ---- | --------- |
| 1 |             | Англиканский собор Святого Георгия St. Georges Anglican Cathedral                                            | Округ Демерара-Махаика                     | 1892           | 1995                                  | 272  | i         |
| 2 |             | Форт-Зееландия и здания двора полиции Fort Zeelandia (including Court of Policy Building)                    | Округ Эссекибо-Айлендс — Западная Демерара | 1743           | 1995                                  | 273  | iii       |
| 3 |             | Здание мэрии Джорджтауна Georgetown City Hall                                                                | Округ Демерара-Махаика                     | 1889           | 1995                                  | 274  | i         |
| 4 |             | Шелл-Бич на побережье Эссекибо Shell Beach (Almond Beach) Essequibo Coast                                    | Округ Барима-Ваини                         | —              | 1995                                  | 275  | x         |
| 5 |             | Историческая структура и строения Джорджтауна англ. Georgetown's Plantation Structure and Historic Buildings | Округ Демерара-Махаика                     | XVIII век      | 2005                                  | 2008 | ii, iv, V |